# Pe-al nostru steag e scris Unire

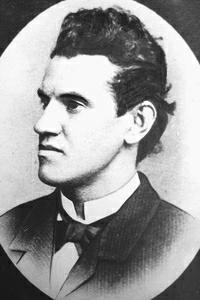
Ciprian Porumbescu

Pe-al nostru steag e scris Unire is een Roemeens patriottisch lied gewijd aan de in 1859 opgerichte Verenigde vorstendommen Moldavië en Walachije.
De tekst is geschreven door Andrei Bârseanu en de muziek is in 1880 gecomponeerd Ciprian Porumbescu. Zijn melodie wordt nu gebruikt in het Albanese volkslied. Het Maastrichts volkslied heeft veel overeenkomsten met de melodie van het lied, maar het is niet bekend of de gebroeders Olterdissen bekend waren met het lied.
Het lied was een officieel volkslied voor de fascistische Partij van de Natie, in juni 1940 opgericht door koning Carol II als basis voor zijn totalitaire regime. In 1975, na een nationale wedstrijd voor een nieuw volkslied, maakte Nicolae Ceaușescu van dit lied het volkslied van de Socialistische Republiek Roemenië met teksten die door de PCR (Roemeense Communistische Partij) waren aangepast om naar het communisme te verwijzen en de titel veranderde in 'E scris pe tricolor Unire'. Aangezien Albanië het nummer echter al sinds 1912 gebruikte, werd "Trei culori" ("Drie kleuren") in 1977 aangenomen.